# Knurów (województwo małopolskie)
Knurów – wieś w Polsce położona w województwie małopolskim, w powiecie nowotarskim, w gminie Nowy Targ.
| SIMC    | Nazwa    | Rodzaj    |
| ------- | -------- | --------- |
| 0457283 | Potok    | część wsi |
| 0457290 | Rówienki | część wsi |

Wieś gorczańska, wzmiankowana w XV i XVI wieku. Była miejscem zamieszkania chłopów odrabiających pańszczyznę dla dworu w Harklowej. Już wówczas podlegała harklowskiej parafii, do dziś nie posiada własnego kościoła, katolicy knurowscy należą do parafii w Harklowej. Istnieje natomiast kaplica, w której msze odprawia proboszcz z Harklowej. W 1777 wieś liczyła 237 mieszkańców, w 103 lata później już 389. Zabudowa rozciągała się wzdłuż Potoku Knurowskiego. W latach 1975–1998 miejscowość administracyjnie należała do województwa nowosądeckiego. Do niedawna istniał w Knurowie tartak, napędzany wodami potoku.
Wieś otoczona jest górami: Turkówka (835 m n.p.m.), Bukowinka (935 m n.p.m.), a od północy Cyrnowa Góra (695 m n.p.m.). Pola uprawne sięgają wysokości 700 m n.p.m. Na zboczach gór występują lasy świerkowe.